# Senking
Jens Massel (né en 1969), connu sous son pseudonyme Senking, est un compositeur de musique électronique allemand.

## Biographie
Jens Massel naît à Cologne en 1969. Il débute la musique électronique en 1995 et est publié à partir de 1997 sur le label Karaoke Kalk. Il débute avec le label Raster-Noton en 1999.

## Discographie

### Albums
- Sous le pseudonyme de Senking :
  - 1998 : Senking (Karaoke Kalk)
  - 2000 : Trial (Raster-Noton)
  - 2001 : Silencer (Karaoke Kalk)
  - 2001 : Ping Thaw (Karaoke Kalk)
  - 2003 : Tap (Raster-Noton)
  - 2007 : List (Raster-Noton)
  - 2010 : Pong (Raster-Noton)
  - 2013 : Capsize Recovery (Raster-Noton)
  - 2015 : Closing Ice (Raster-Noton)
  - 2018 : Unison (Artoffact Records) (avec Reptilicus)

- Sous le pseudonyme de Fumble :
  - 1998 : Fumble (Karaoke Kalk)

- Sous le pseudonyme de Kandis :
  - 2002 : Airflow  (Karaoke Kalk)

### Singles et EPs
- Sous le pseudonyme de Senking :
  - 1998 : EP (Karaoke Kalk)
  - 1999 : Ping (Karaoke Kalk)
  - 1999 : Untitled (Raster-Noton)
  - 2000 : Thaw (Karaoke Kalk)
  - 2002 : Forge (Raster-Noton)
  - 2011 : Tweek (Raster-Noton)
  - 2012 : Dazed (Raster-Noton)
  - 2014 : Sea Level (Raster-Noton)
  - 2016 : Waiting Alpine (ous)

- Sous le pseudonyme de Fumble :
  - 2000 : Untitled (Karaoke Kalk)
  - 2001 : Melo (Karaoke Kalk)

- Sous le pseudonyme de Kandis :
  - 1997 : Senking (Karaoke Kalk)
  - 1997 : Set Tecker (Karaoke Kalk)
  - 1998 : Dilldop (Karaoke Kalk)
  - 1999 : Claps (Karaoke Kalk)
  - 2000 : Jumpstart (Karaoke Kalk)

### Divers
- Sous le pseudonyme de Kandis :
  - 2000 : Kandis – 1996-99 (Karaoke Kalk, compilation)

- Sous le nom de Jens Massel :
  - 1997 : Visor (Tomlab) ; deux pistes : Passing Landscapes et Alaska